# Đình thần Dương Đông
Đình thần Dương Đông tọa lạc trên đường 30 tháng 4, khu phố 1, phường Dương Đông, thành phố Phú Quốc, tỉnh Kiên Giang, Việt Nam.

## Lịch sử

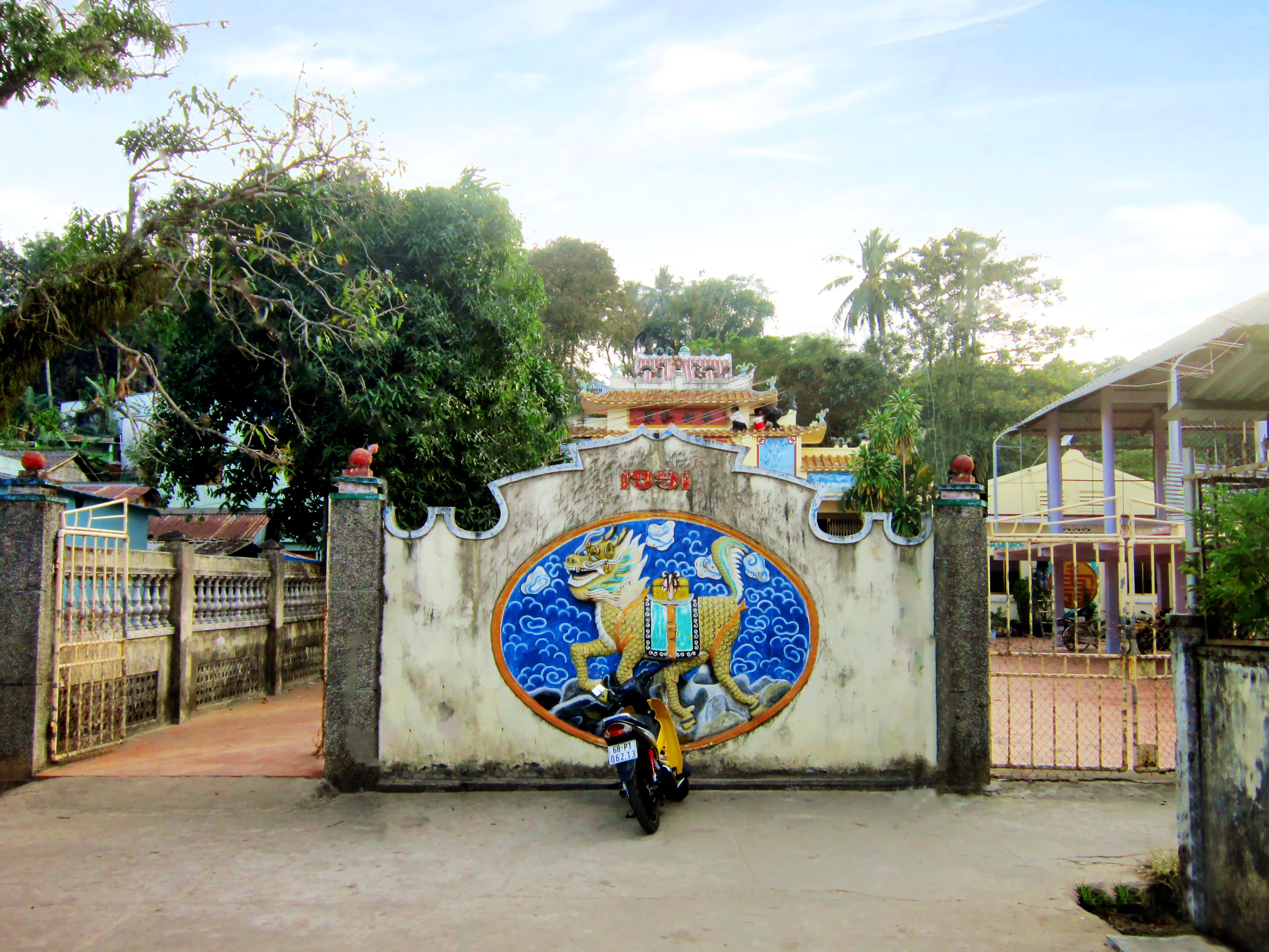
Cổng vào và bình phong đình thần Dương Đông

Đình được xây dựng từ năm 1959 để thờ thần Thành hoàng Bổn cảnh và các vị tiền nhân có công khai làng lập ấp. Đến năm 1991, đình được trùng tu, và vẫn giữ được dáng vẻ ấy cho đến hôm nay.

## Lễ hội
Đây là địa điểm thể hiện tín ngưỡng và sinh hoạt văn hóa của người dân trên thành phố đảo Phú Quốc. Hằng năm, hội đình mở vào các ngày mồng 10, 11 tháng Giêng (âm lịch) và ngày 15, 16 tháng Bảy (âm lịch) để tưởng nhớ những người có công trong việc mở làng lập ấp. Vào những ngày này, nhân dân quy tụ về rất đông để cúng thần và cầu nguyện được thần phù hộ, che chở. Đây cũng là dịp khách tham quan có thể thưởng thức những tiếc mục văn hóa lễ hội đặc sắc của cư dân trên đảo.